# Blossom (televisieserie)
Blossom is een Amerikaanse komedieserie die op de Amerikaanse televisiezender NBC werd uitgezonden van 1991 tot 1995. De serie is in Nederland uitgezonden in Teleteens, wat een onderdeel was van Telekids. Vanaf 1995 was Blossom te zien in het programma N.O.W. TV. Dit programma werd eerst uitgezonden op RTL 4 en later bij Veronica.
Centraal in Blossom staat de tiener Blossom Russo (gespeeld door Mayim Bialik), die thuis woont bij haar vader, een musicus, en haar twee broers nadat haar moeder hen heeft verlaten om aan haar carrière te werken.
De bedenker van de serie was Don Reo.

## Rolverdeling
| Acteur           | Personage     |
| ---------------- | ------------- |
| Mayim Bialik     | Blossom Russo |
| Michael Stoyanov | Anthony Russo |
| Joseph Lawrence  | Joey Russo    |
| Ted Wass         | Nick Russo    |
| Jenna von Oÿ     | Six LeMeure   |
| Barnard Hughes   | Buzz Richman  |